# Anna Zsófia dán királyi hercegnő
Dániai Anna Zsófia (dánul: Anna Sophie af Danmark, németül: Anna Sophie von Dänemark; Flensburg, 1647. szeptember 1. – Prettin, 1717. július 1.) az Oldenburg-házból származó, III. Frigyes dán király és Hannoveri Zsófia Amália lányaként született dán királyi hercegnő, III. János György szász választófejedelemmel kötött házasságra révén 1680–1691 között Szászország választófejedelemnéje.

## Élete
III. Frigyes (1609-1670) király legidősebb lányaként született Flensburgban, 1647. szeptember 1-én. Anyja Zsófia Amália braunschweig–lüneburgi és calenbergi hercegnő (1628-1685) volt.
Anna Zsófia magas iskolai végzettséggel rendelkezett; német és dán nyelv mellett olaszul, franciául, spanyolul és latinul is beszélt. 
1666. október 9-én ment férjhez a szász választófejedelemhez, III. János Györgyhöz. Házasságukból két fiúgyermek született:
- János György (1668-1694), szász választófejedelem
- Ágost Frigyes (1670-1733), szász választófejedelem és lengyel király.

## Fordítás
- Ez a szócikk részben vagy egészben  a   Princess Anna Sophie of Denmark című angol Wikipédia-szócikk ezen változatának fordításán alapul.  Az eredeti cikk szerkesztőit annak laptörténete sorolja fel. Ez a jelzés csupán a megfogalmazás eredetét és a szerzői jogokat jelzi, nem szolgál a cikkben szereplő információk forrásmegjelöléseként.